# Inge Stuyf
Ingrid Ruth (Inge) Stuyf (Amsterdam, 1951) is een Nederlands gepensioneerd danser.
Zij was dochter van brandweerman Hendricus Cornelis Stuijf en Helena Hilletje Haarbrink. Broers Robert Stuyf (danser in Chili), Bart Stuyf en Koert Stuyf en zuster Marijke Stuyf waren of zijn eveneens actief in de danswereld. 
Van haar opleiding is vooralsnog niets bekend. Ze was jarenlang actief als ballerina, opleider en spelleidster bij het Scapino Ballet, maar was ook assistente bij andere podiumvoorstellingen, zoals goochelen en clowns. Ze was in het bezit van een diploma balletpedagoge en startte in Groningen een balletopleiding (School voor dans en beweging). Een aantal jaren daarna verzorgde ze straattheater, waarover ze over vertelde tijdens optredens, zoals in 1996, 1998 en ten slotte in 1999 voor Buitenkunst.